# كاوري إيكو
كاوري إيكو (Kaori Icho) هي لاعبة أولمبية لرياضة مصارعة من اليابان. شاركت في الأولمبياد الصيفي في 2004–2012، وفازت بما مجموعه 3 ميداليات.

## الميداليات
| ذهب | فضة | برونز | المجموع |
| 4   | 0   | 0     | 4       |

## روابط خارجية
- كاوري إيكو على موقع قاعدة بيانات المصارعة الدولية (الإنجليزية)
- كاوري إيكو على موقع اللجنة الأولمبية الدولية (الإنجليزية)
- كاوري إيكو على موقع أوليمبيديا (الإنجليزية)